# Testo regolativo
Un testo regolativo (ma anche istruzionale o prescrittivo) è un tipo di testo che ha lo scopo di regolare il comportamento futuro (proprio e/o altrui) e che può:
- fornire indicazioni;
- dare istruzioni;
- enunciare regole da seguire.

Ne sono un esempio gli articoli di legge, i manuali di istruzione, le ricette da cucina e i regolamenti; altri esempi di testi regolativi sono i foglietti illustrativi dei medicinali e quelli che spiegano le regole di un gioco; possono essere considerati regolativi anche testi di poesie o canzoni che incitano alla lotta, testi di propaganda politica oppure contenenti regole morali e/o precetti religiosi.

## Caratteristiche
Spesso una regola viene scandita (come nel caso delle leggi) in vari articoli (Art. 1,2,3…), che, se troppo complessi, vengono a loro volta ulteriormente suddivisi in sottoarticoli o commi. 
Nelle ricette e nei manuali troviamo i passaggi da seguire; a volte vengono anch'essi numerati o sono riportati vicino a tavole che illustrano l'argomento trattato.
Due modi verbali spesso adoperati in questo tipo di testo sono l'i imperativo e il congiuntivo esortativo; a volte i comandi/consigli sono espressi all'infinito (es.: Procedere con cautela; Non toccare!). In altre occasioni vengono invece impiegate forme di comando più velate, spesso apparentemente amichevoli o impersonali (es. Le sarò grato se..., La signoria vostra è invitata a ...).
Un testo regolativo si dimostra efficace quando permette al proprio destinatario di comprendere con chiarezza ciò che gli viene richiesto.